# Goniodoris kolabana
Goniodoris kolabana H.C.Winckworth, 1946 è un mollusco nudibranchio della famiglia Goniodorididae.
L'epiteto specifico deriva dalla località indiana di Kolaba, del distretto di Bombay, dove è stata rinvenuta originariamente.